# Partido Constitucional Ambientalista
El Partido Constitucional Ambientalista (PCA) es un partido político uruguayo fundado en 2023 por Eduardo Lust.Participó por primera vez en las elecciones generales de 2024, en las cuales obtuvo el 0,49% de los votos.

## Historia
En las elecciones generales de 2019, Eduardo Lust resultó electo a la Cámara de Representantes por Cabildo Abierto. No obstante, en febrero de 2023 anunció su salida de alegando diferencias con la dirección del partido, pero igualmente conservó su escaño. Tras este suceso, comunicó su intención de formar un nuevo partido político de orientación ambientalista.
El Partido Constitucional Ambientalista fue aprobado por la Corte Electoral en diciembre de 2023. En las elecciones internas de 2024 obtuvo 1213 votos y 250 convencionales, superando el umbral mínimo de los 500 votos, ganando el derecho a participar en la elección general de octubre. A finales de agosto, se confirmó a la abogada Luján Criado como compañera de fórmula de Lust y candidata a la vicepresidenta.
A inicios de octubre, Lust confirmó que apoyaría al candidato del Partido Nacional, Álvaro Delgado Ceretta en caso de que llegara a la segunda vuelta. En las elecciones generales, el PCA obtuvo 11.691 votos, representando el 0,49% del electorado, por lo que no le alcanzó para obtener un escaño en el Parlamento.
Tras los comicios, se oficializó su ingreso a la Coalición Republicana liderada por Álvaro Delgado Ceretta de cara a la segunda vuelta. Tras su adhesión, se anunció que incorporaría temas ambientales al programa de gobierno de la alianza.

## Filosofía política
El Partido Constitucional Ambientalista (PCA) se distingue por su enfoque en la filosofía política más que en una ideología específica. El partido se guía por principios que buscan equilibrar la protección del medio ambiente con el respeto a la Constitución uruguaya.